# Frank Jordan (Schauspieler)
Frank Jordan (* 5. Februar 1964 in Cloppenburg) ist ein deutscher Schauspieler und Hörspielsprecher.

## Leben
Nachdem Frank Jordan bereits während seiner Schulzeit Theater gespielt hatte, erhielt er nach dem Abitur seine künstlerische Ausbildung von 1988 bis 1991 am Schauspielstudio von Hildburg Frese in Hamburg. Sein Bühnendebüt gab er 1991 am Hessischen Landestheater Marburg, dem er bis 1993 angehörte. Es folgten Verpflichtungen u. a. an das Millowitsch-Theater, zu den Festspielen in Bad Hersfeld, an die Hamburger Kammerspiele und die Hamburgische Staatsoper sowie wiederholt an die niederdeutsche Fritz-Reuter-Bühne in Schwerin und das Hamburger Ernst-Deutsch-Theater. Jordan spielte dabei in so unterschiedlichen Stücken wie Brechts Dreigroschenoper, Der kleine Horrorladen, Des Teufels General, Cabaret, Sommergäste von Maxim Gorki oder der West Side Story.
In dem Kurzfilm Ich hau dich weg stand Frank Jordan 1990 zum ersten Mal vor der Kamera. Es folgten weitere Aufgaben vorwiegend als Gastdarsteller in verschiedenen Serien wie Stadtklinik, JETS – Leben am Limit, Küstenwache, Die Rettungsflieger oder Adelheid und ihre Mörder.
Neben seiner Tätigkeit auf der Bühne und vor der Kamera ist Frank Jordan darüber hinaus seit 1995 umfangreich für den Hörfunk tätig. Unter dem Titel Netter Bukowski Abend hat sich Jordan ferner ein Rezitationsprogramm mit Texten des Schriftstellers Charles Bukowski erarbeitet, das er – musikalisch begleitet – in der Vergangenheit mehrfach in verschiedenen kulturellen Einrichtungen präsentiert hat.
Frank Jordan ist verheiratet.

## Filmografie (Auswahl)
- 1990: Ich hau dich weg (Kurzfilm)
- 1992: Freunde fürs Leben
- 1993–1995: Stadtklinik (5 Folgen als Jürgen Birkefeld)
- 1997: Wind der Hoffnung
- 1999: JETS – Leben am Limit (3 Folgen als Philip Klein)
- 1999: Der Todeszug
- 2000: Polizeiruf 110 – Ihr größter Fall
- 2001: Küstenwache – Raubtaucher
- 2001: Vier Meerjungfrauen
- 2001: Die Rettungsflieger – Todesfahrt
- 2005: Fünf Sterne – Der erste Kuss
- 2005: Adelheid und ihre Mörder – Schuhe aus Beton
- 2008: Green River: On the Downlow. (Kurzfilm)
- 2009: Ein Strauß voll Glück
- 2009: Zeit der Entscheidung – Die Soap Deiner Wahl
- 2021: Großstadtrevier – Valentinstag

## Hörspiele (Auswahl)
- 1995: Fluchtversuch – Regie: Angeli Backhausen
- 1996: Draachte – Regie Uwe Schareck
- 1996: Bloody Mary – Regie: Matthias Kunkel
- 2007: Ein Hund fürs Leben – Regie: Hans Helge Ott
- 2007: Miesel und die Hexerverschwörung – Regie: Hans Helge Ott
- 2007: De Huusmeister – Regie: Hans Helge Ott
- 2008: Miesel und das Glibbermonster – Regie: Hans Helge Ott
- 2008: Miesel und die Gruselgrotte – Regie: Hans Helge Ott
- 2010: Gespensterjäger in der Gruselburg – Regie: Hans Helge Ott
- 2010: Radio-Tatort: Das fünfte Gebot – Regie: Christiane Ohaus
- 2011: Der große Baresi – Regie: Hans Helge Ott
- 2011: Die drei ??? Kids: Die Geisterjäger – Regie: Ulf Blanck
- 2012: Radio-Tatort: Die blaue Jacht – Regie: Sven Stricker
- 2012: Düsse Petersens (6. Folge: Baustellen) – Regie: Hans Helge Ott
- 2012: Chicken Highway – Regie: Sven Stricker
- 2014: A. L. – Keen Arbeit – Regie: Michael Uhl
- 2014: Die Schatzinsel – Regie: Hans Helge Ott
- 2015: Peter Nimble und seine magischen Augen (2. Teil) – Regie: Janine Lüttmann
- 2015: An de Grenz – Regie: Hans Helge Ott
- 2015: Du mien, ick dien – Regie: Ilka Bartels

## Synchronrollen (Auswahl)
- 2016: Für Yannis Tsortekis (als Takis) in Nacktbaden – Manche bräunen, andere brennen
- 2021: Für Lee Sang-ho (als Fliedertänzer-Cookie) in Cookie Run: Kingdom